# Conrad Holt
Conrad William Holt est un joueur d'échecs américain né le 9 juillet 1993 à Wichita.
Au 1er mai 2022, il est le 27e joueur américain avec un classement Elo de 2 553 points.

## Palmarès
Conrad Holt  obtint le titre de grand maître international en 2012. En 2013 et 2014, il finit premier ex æquo du World Open (échecs) à Philadelphie.
En juillet 2013, Conrad Holt finit cinquième (sur 24 joueurs) du championnat des États-Unis d'échecs. Ce résultat le qualifiait pour la Coupe du monde d'échecs 2013 à Tromsø où il fut éliminé au premier tour par le Russe Nikita Vitiougov.
En 2014, il remporte le championnat open des États-Unis après départage.